# Ficus racemosa
Ficus racemosa is een plant uit de moerbeifamilie. Het is een boom die voorkomt in tropische gebieden van Zuidoost-Azië, het Indische subcontinent en Australië. De bomen worden 25 tot 40 meter hoog en de diameter van de stam op borsthoogte is 60 tot 120 cm. Kenmerkend voor deze soort is de cauliflorie: de vijgen groeien op of zeer dicht bij de stam en dikkere takken van de boom.
De boom produceert het ganse jaar vijgen; gemiddeld 4,76 oogsten per jaar. Uit eenzelfde syconium van een vijg ontwikkelen zich asynchroon zowel mannelijke als vrouwelijke bloemen. Bestuiving kan enkel gebeuren door de wespensoort Ceratosolen fusciceps Mayr 1885, die haar eieren legt in de vijgen. Deze "vijg-wesp"-afhankelijkheid is typisch voor Ficus-soorten.
De boeddhistische Dai in Xishuangbanna beschouwen dit als een heilige boom; hij wordt vermeld in de Lotussoetra. Ze planten deze bomen in hun tuin, bij de tempel of op andere plaatsen in hun dorpen.

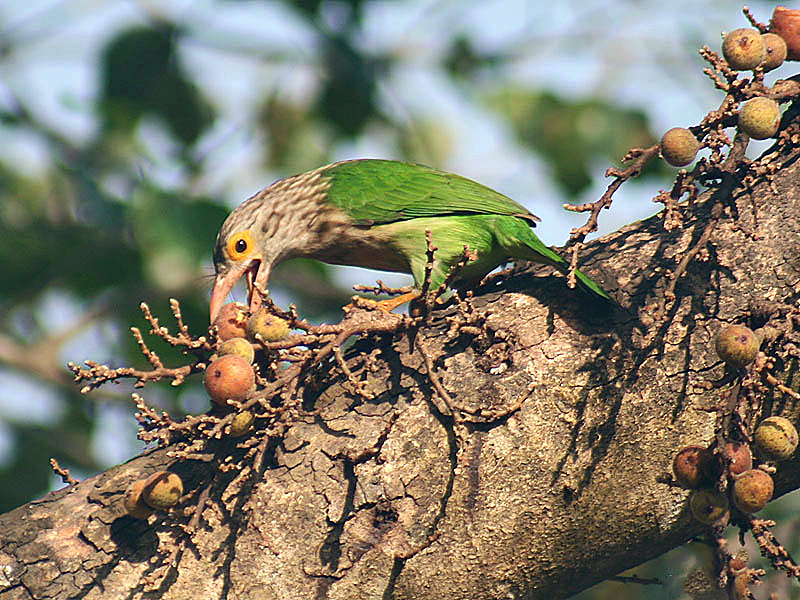
Een gestreepte baardvogel eet vijgen van Ficus racemosa

... · 
F. benghalensis · 
F. benjamina (Waringin) · 
F. carica (Vijgenboom) · 
F. elastica (Indische rubberboom) · 
F. ingens · 
F. lyrata (Vioolbladplant) · 
F. racemosa · 
F. religiosa (Bodhiboom) · 
F. sur (Kaapse wilde vijg) · 
F. sycomorus (Egyptische vijgenboom) · 
...